# Кабанов, Александр Николаевич
Александр Николаевич Кабано́в (1894—1984) — советский учёный-физиолог, педагог, доктор медицинских наук, заслуженный деятель науки РСФСР.

## Биография
Александр Николаевич родился 8 (20) февраля 1894 года в Москве в семье известного русского врача Н. А. Кабанова. Доктор медицинских наук, профессор, заведующий кафедрой физиологии Московского педагогического института. Заслуженный деятель науки РСФСР.
В молодости дружил с Мариной и Анастасией Цветаевыми, с которыми вместе участвовал в похоронах Льва Толстого (1910). В 1914 году за участие в студенческом революционном движении был приговорён к году тюрьмы, а по освобождении призван на военную службу. Служил ротным фельдшером в одном из московских госпиталей; полулегально посещал занятия в Московском университете.
С 1933 по 1970 год заведовал кафедрой физиологии человека и животных сначала в Московском городском педагогическом институте, а после объединения двух институтов — в Государственном педагогическом институте им. Ленина. С 1946 года заведовал лабораторией возрастной физиологии в Институте возрастной физиологии и физического воспитания АПН СССР.
Александр Николаевич основал физиологическую школу по изучению онтогенетического исследования механизмов регуляции и координации функций организма. Полученные результаты имели существенное значение для определения механизма координатных отношений, возрастных особенностей развития утомления у детей, возможности оценки физического, сенсорного и психического развития ребёнка, а также прогнозирования нарушений и проведения их своевременной коррекции.
Опубликовал 140 научных трудов. Автор учебника «Анатомия и физиология человека» для 8-го класса средней школы, выдержавшего в СССР 22 переиздания и переведённого на многие иностранные языки. Александр Николаевич увлекался художественной фотографией, много путешествовал, ходил в походы. Умер в Москве, похоронен на Донском кладбище.

### Семья
- Был женат на враче-психиатре, кандидате медицинских наук Матильде Яковлевне Брайниной (1900—1973)[1], сестре литературоведа Б. Я. Брайниной, происходившей из семьи купцов первой гильдии из Ярославля[2]. Её другая сестра Роза Яковлевна Брайнина, врач-отоларинголог, работавшая в той же больнице, была замужем за ректором 2-го Московского медицинского института, урологом, доктором медицинских наук А. Б. Топчаном (1890—1959).
  - сын — химик, академик В. А. Кабанов, внук — химик А. В. Кабанов.
  - дочь — микробиолог Е. А. Кабанова (1925—2007); зять — шахматист и литератор М. А. Бейлин (1921—2010), внук — химик Николай Михайлович Кабанов (род. 1953).

## Основные работы
- Учебник анатомии и физиологии человека, издание седьмое, М., 1955[3]
- Не торопитесь, юные — настоящая зрелость еще придет : Беседа / Проф. А. Н. Кабанов. — [Б. м.] : [б. и.], 1964. — 6 с.[4]